# 安壇美緒
安壇 美緒（あだん みお、1986年 - ）は、日本の小説家。

## 経歴・人物
北海道函館市出身。早稲田大学第二文学部を卒業する。
2017年、初めて執筆した長編小説『天龍院亜希子の日記』で第30回小説すばる新人賞を受賞する。2018年、同作が刊行され、小説家としてデビューする。選考委員の五木寛之は、「作家の才能プラス、何か見えない力を背負った書き手だ」と評している。タイトルは、宮尾登美子の『鬼龍院花子の生涯』から想を得たという。
大学に在学中、長くて原稿用紙30枚くらいの短い小説を書いていた。卒業論文は150枚程度の中編小説であり、それを純文学系の新人賞に応募したという。理想の小説として、トルーマン・カポーティの短編『クリスマスの思い出』を挙げている。
2022年、『ラブカは静かに弓を持つ』にて第6回未来屋小説大賞を受賞。同作は翌2023年の第25回大藪春彦賞を受賞したほか、第20回本屋大賞で第2位となった。

## 作品リスト

### 単著
- 『天龍院亜希子の日記』集英社、2018年3月。ISBN 978-4087711363 / 集英社文庫、2020年2月。ISBN 978-4-08-744078-2
- 『金木犀とメテオラ』集英社、2020年2月。ISBN 978-4087754520 / 集英社文庫、2022年2月。ISBN 978-4-08-744351-6
- 『ラブカは静かに弓を持つ』集英社、2022年5月。ISBN 978-4087717846

### 雑誌掲載作品

#### 小説作品
- 「天龍院亜希子の日記」抄録 - 『小説すばる』2017年12月号（集英社）掲載
- 「あの燃え盛る硬質の」 - 『小説すばる』2019年5月号（集英社）掲載
- 「犬は吠えるが朝練は続く」『小説推理』2020年5月号（双葉社）掲載
- 「ラブカは静かに弓を持つ」『小説すばる』2021年3月号（集英社） - 連載中

#### エッセイ
- 「小説を書かなかった時間も、いつか小説を書くために使っていた」 - 『青春と読書』2018年3月号（集英社）掲載
- 「作家の目」 - 『小説すばる』2018年4月号（集英社）掲載
- 「［個人的な単位］」 - 『小説NON』2018年6月号（祥伝社）掲載
- 「私のとっておきシネマ」 - 『小説推理』2018年9月号（双葉社）掲載